# Ananta Bijoy Das
Ananta Bijoy Das, un blogueur athée qui figurait sur une liste extrémiste pour ses écrits, a été assassiné à la machette par quatre hommes masqués à Sylhet le 12 mai 2015, crime qui a été revendiqué par le groupe Ansarullah Bangla Team. Son meurtre fait partie d'une série d'attaques contre des blogueurs athées dont ont également été victimes Ahmed Rajib Haider et  Avijit Roy.
Ananta a écrit des blogs pour Mukto-Mona. Il était l'auteur de trois livres sur la science, l'évolution et la révolution en Union soviétique, et dirigeait le conseil scientifique et rationaliste basé à Sylhet,. Il a également été rédacteur en chef d'un magazine trimestriel appelé Jukti (Logique).
Ananta Das a été invitée par le PEN suédois pour discuter de la persécution d'écrivains au Bangladesh, mais le gouvernement suédois lui a refusé un visa au motif qu'il pourrait ne pas revenir au Bangladesh après sa visite.
L'avocate Sara Hossain a dit à propos de Roy et Das : « Ils ont toujours cru et écrit très vocalement en faveur de la liberté d'expression et ils ont écrit très explicitement sur le fait de ne suivre aucune religion eux-mêmes ». Brad Adams, directeur de Human Rights Watch pour l'Asie, a déclaré au sujet du meurtre d'Ananta : « Ce schéma d'attaques vicieuses contre des écrivains laïques et athées réduit non seulement les victimes au silence, mais envoie aussi un message effrayant à tous ceux qui, au Bangladesh, défendent des opinions indépendantes sur des questions religieuses. ».
Un éditorial du Guardian disait : « Comme Raif Badawi, emprisonné et fouetté en Arabie saoudite, les hommes courageux qui ont été assassinés ne sont coupables que d'honnêteté et d'intégrité. Ce sont des vertus que les fondamentalistes et les fanatiques ne peuvent supporter. ». L'éditorial concluait : « Les jihadistes violents ont fait circuler une liste de plus de 80 noms de libres penseurs qu'ils souhaitent tuer. Le meurtre public d'intellectuels gênants est une définition de la barbarie. Les gouvernements de l'Ouest et du Bangladesh doivent faire beaucoup plus pour défendre la liberté et protéger des vies. ».